# Украина (кинотеатр, Киев)
Кинотеатр «Украина» — кинокомплекс в Киеве, был расположен по адресу: Киев, ул. Городецкого 5.

## Залы
В кинотеатре имеется два зала:
- «Красный» — рассчитан на 456 мест, экран размером 14,5 м на 6,2 м
- «Синий» — рассчитан на 148 мест, экран размером 7,75 м на 3,3 м

В обоих залах кинотеатра установлены семиканальная система Dolby Digital Surround Ex, которая функционирует в соответствии с акустическими требованиями «Dolby Laboratories Inc.». Залы оснащены звукопоглощающими панелями.

## История

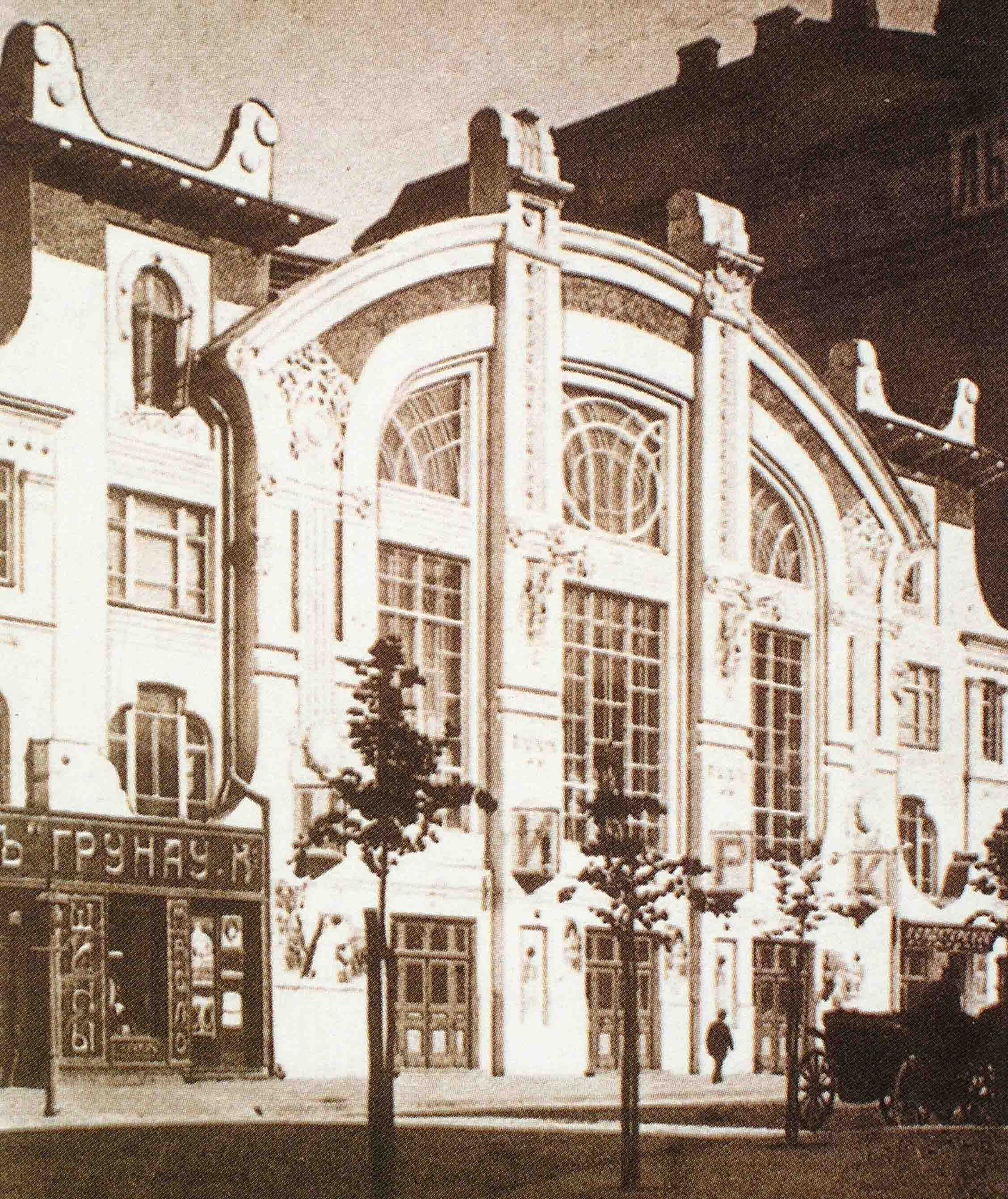
Конный цирк П.С. Крутикова «Гиппо-Палас», 1941 год

Здание кинотеатра было построено в 1903 году. Тогда на улице Николаевской в Киеве (сейчас — улица имени архитектора Городецкого) по проекту архитектора Э. П. Брадтмана был возведен цирк «Гиппо-Палас» («Hippo-palace»). Он принадлежал известному на всю Россию дрессировщику лошадей Крутикову. На то время это был единственный в Европе двухэтажный цирк, который мог вместить одновременно 2000 зрителей. К тому же здание цирка обладало уникальной акустикой и часто использовалось для творческих вечеров и концертов. На его сцене выступали великие оперные певцы Фёдор Шаляпин, Леонид Собинов и Титта Руффо, а также Владимир Маяковский и Александр Куприн.
20 апреля 1918 года в этом здании проходило избрание гетманом Украины Павла Скоропадского.
В конце сентября 1941 года здание цирка было взорвано отступающими советскими войсками, а в 1945 году разобрано до самого фундамента, так как руины не подлежали реставрации.
26 мая 1964 года состоялось открытие кинотеатра «Украина» — первого киевского широкоформатного кинотеатра. Авторами проекта здания кинотеатра были архитекторы Л. В. Добровольский, А. Я. Косенко, инженеры М. Б. Гринвальд и Ф. М. Бейлин. Он располагал двумя залами: большой на 700 и малый 220 мест, расположенными один над другим. Первый был предназначен для демонстрации широкоформатных, широкоэкранных и обычных фильмов, а второй — для широкоэкранных и обычных.
Из фойе второго этаж посетители двумя потоками за 3-4 минуты проходят в зрительный зал.
Кассовый вестибюль изолирован от главного входа, что позволяет не создавать пересечения потоков зрителей.
В сентябре 1965 года в кинотеатре состоялась премьера фильма «Тени забытых предков», на которой Василь Стус, Вячеслав Черновол и Иван Дзюба вышли на сцену с публичным протестом против политики СССР, придав огласке информацию про тайные аресты украинской интеллигенции.
Современный кинотеатр открылся после реконструкции 6 февраля 2001 года.
В связи с покупкой здания, где расположен кинотеатр, новыми владельцами, с 1 октября 2018 года он прекратил работу.